# Lijst van burgemeesters van Kópavogur
Dit is een lijst van burgemeesters van Kópavogur (IJslands: Bæjarstjóri Kópavogs). Kópavogur, IJsland, kreeg in 1955 stadsrechten, en daarmee ook meteen hun eerste burgemeester.
Hieronder een overzicht:
| Ambtsperiode | Naam                        |
| ------------ | --------------------------- |
| 1955-1957    | Finnbogi Rútur Valdimarsson |
| 1957-1962    | Hulda Dóra Jakobsdóttir     |
| 1962-1970    | Hjálmar Ólafsson            |
| 1970-1980    | Björgvin Sæmundsson         |
| 1980-1982    | Bjarni Þór Jónsson          |
| 1982-1990    | Kristján Helgi Guðmundsson  |
| 1990-2004    | Sigurður Geirdal            |
| 2004-2005    | Hansína Á. Björgvinsdóttir  |
| 2005-2009    | Gunnsteinn Sigurðsson       |
| 2009-2010    | Gunnsteinn Sigurðsson       |
| 2010-2012    | Guðrún Pálsdóttir           |
| 2012-2022    | Ármann Kristinn Ólafsson    |
| 2022 - heden | Ásdís Kristjánsdóttir       |